# Eurytaenia texana
Eurytaenia texana är en flockblommig växtart som beskrevs av John Torrey och Asa Gray. Eurytaenia texana ingår i släktet Eurytaenia och familjen flockblommiga växter. Inga underarter finns listade i Catalogue of Life.